# Moira Shire
Koordinaten: 35° 58′ S, 145° 39′ O

Moira Shire ist ein lokales Verwaltungsgebiet (LGA) im australischen Bundesstaat Victoria. Das Gebiet ist 4046,6 km² groß und hat etwa 29.000 Einwohner.
Moira liegt etwa 250 km nördlich der Hauptstadt Melbourne südlich des Murray River, der die Grenze zu New South Wales bildet, und schließt folgende Ortschaften ein: Cobram, Nathalia, Numurkah, Yarrawonga, Bearii, Barmah, Bundalong, Katamatite, Katunga, Koonoomoo, Lake Rowan, Picola, St James, Strathmerton, Tungamah, Waaia, Wilby, Wunghnu und Yarroweyah. Der Sitz des Shire Councils befindet sich in Cobram am Murray River.
Das Shire ist ein landwirtschaftlich geprägtes Gebiet. Erste Siedlungen entstanden in der zweiten Hälfte des 19. Jahrhunderts beiderseits des Murray River, als dieser vor dem Eintreffen der Eisenbahn noch ein wichtiger Verkehrsweg gewesen war. Cobram ist über eine Brücke mit Barooga in New South Wales verbunden. Zwischen Yarrawonga und Mulwala wurde 1939 ein befahrbarer Damm errichtet. Er staut den Lake Mulwala auf, der die gleichmäßige Wasserversorgung und Bewässerung der Region sichert. Ein Kuriosum ist die 488 m lange Brücke über den See: Die ungenügend koordinierten Bautätigkeiten führten dazu, dass in der Mitte eine Kurve und ein Gefälle eingebaut werden musste, um die beiden Teilstrecken übereinzubringen. Der See und der Fluss sind ebenfalls beliebte Fischfang- und Wassersportgebiete.
Die Industrie im Moira Shire gehört vorwiegend zum Nahrungsmittelsektor, so gibt es neben Milch- und Obst- und Gemüse-verarbeitenden Betrieben in Strathmerton eine größere Niederlassung von Mondelēz International. Außerdem profitiert die Region von der Nähe zu den größeren Siedlungen in Shepparton, Albury/Wodonga und Echuca/Moama.

## Verwaltung
Der Moira Shire Council hat neun Mitglieder, die von den Bewohnern der drei Wards gewählt werden. Je drei Councillor aus den Bezirken East, Central und West. Aus dem Kreis der Councillor rekrutiert sich auch der Mayor (Bürgermeister) des Councils.